# Ceramaster cognatus
Ceramaster cognatus är en sjöstjärneart som beskrevs av McKnight 2006. Ceramaster cognatus ingår i släktet Ceramaster och familjen ledsjöstjärnor.
Artens utbredningsområde är havet kring Nya Zeeland. Inga underarter finns listade i Catalogue of Life.